# Begonia edulis
Begonia edulis là một loài thực vật có hoa trong họ Thu hải đường. Loài này được H.Lév. mô tả khoa học đầu tiên năm 1909.